# 威尔弗雷德·伏尼契
威尔弗雷德·伏尼契（英語：Wilfrid Voynich，1865年10月31日—1930年3月19日），波兰革命家、古物研究者和藏书家。伏尼契经营着当时世界上数一数二的稀有书籍业务， 但他因伏尼契手稿而知名。他的妻子是小说家艾捷尔·丽莲·伏尼契。